# Kistokaj
Kistokaj is een plaats (község) en gemeente in het Hongaarse comitaat Borsod-Abaúj-Zemplén. Kistokaj telt 2100 inwoners (2010).

## Geschiedenis
De naam Kistokaj is afgeleid van een andere plaats in Hongarije, "Tokaj". De naam is hoogstwaarschijnlijk van Turkse komaf. De eerste bewoners van Kistokaj ontstonden in het jaar 1256. In 1787 was het dorp uitgegroeid tot 500 inwoners.

## Dorpen in omgeving
Er zijn diverse dorpen te vinden in de buurt van Kistokaj. Mályi (3 km), Miskolc-Szirma (5 km) en Sajópetri (5 km). De dichtstbijzijnde stad is Miskolc (5 km).